# YUKI HELLO! NEW WORLD
『YUKI HELLO! NEW WORLD』（ユキ ハローニューワールド）は、2017年7月2日から2019年3月31日まで全国FM放送協議会 (JFN) 加盟38局で放送されていた、TOKYO FM製作のトーク番組・音楽番組である。当初はセゾン自動車火災保険（「おとなの自動車保険」名義）の一社提供だったため、『おとなの自動車保険 presents YUKI HELLO! NEW WORLD』（おとなのじどうしゃほけんプレゼンツ - ）の題で放送していた。同社が降板したため、末期はノンスポンサーで放送していた。放送時間は毎週日曜 15:30 - 15:55 （日本標準時）。
パーソナリティは、元JUDY AND MARYのボーカルでシンガーソングライターのYUKI。番組は、YUKIへの悩み事相談、疑問・質問、報告その他の生の声、そして楽曲のリクエストをリスナーから募集している。

## コーナー
一問一答ボイスメッセージ
リスナーから送られた音声メッセージを紹介するコーナー。紹介可能なメッセージの長さは30秒まで。スマートフォンのボイスメール機能を使って送付することを推奨しているが、ICレコーダーなどを使って吹き込んだ記録メディアの郵送でも構わないとしている。
自称ミス大丈夫のこれって大丈夫？
自他共に認める“ミス大丈夫”であるYUKIが、リスナーの悩みを解決するコーナー。基本的にはYUKI一人で進行するが、ゲストを交えて行うこともある。
おとなジュークボックス
スタジオにある「おとなジュークボックス」から、日曜日の午後の気分にフィットする曲をYUKIが選ぶコーナー。週によって「ハロー！OTONA名盤」というタイトルの場合もある。
| 回 | 放送日   | 選曲                                                          |
| -- | -------- | ------------------------------------------------------------- |
| 1  | 7月2日   | Don't Stop Me Now/クイーン                                    |
| 2  | 7月9日   | Surfer Girl/ザ・ビーチ・ボーイズ                              |
| 3  | 7月16日  | Don't Worry, Be Happy（英語版）/ボビー・マクファーリン        |
| 4  | 7月23日  | The Loco-Motion (7" Mix) /カイリー・ミノーグ                  |
| 5  | 7月30日  | Let's Go Crazy（英語版）/プリンス＆ザ・レヴォリューション     |
| 6  | 8月6日   | Perfect Day/ルー・リード                                      |
| 7  | 8月13日  | Bad/マイケル・ジャクソン                                      |
| 8  | 8月20日  |                                                               |
| 9  | 8月27日  | コーリング・ユー（英語版）/ジェヴェッタ・スティール（英語版） |
| 10 | 9月3日   | Just Like A Woman/ロバータ・フラック                          |
| 11 | 9月10日  | Candle in the Wind 1997/エルトン・ジョン                      |
| 12 | 9月17日  | ベンツが欲しい/ジャニス・ジョプリン                           |
| 13 | 9月24日  | クレイジーラブ/井上陽水                                       |
| 14 | 10月1日  | 君は完璧さ/ボーイ・ジョージ&カルチャー・クラブ                |
| 15 | 10月8日  | I Must Be In a Good Place Now/ボビー・チャールズ              |
| 16 | 10月15日 | Shout to the top/スタイル・カウンシル                         |
HELLO! CINEMA
YUKIがおすすめの映画を紹介するコーナー。
| 放送日        | 選定テーマ                                             | タイトル                         |
| ------------- | ------------------------------------------------------ | -------------------------------- |
| 2018年1月21日 | 寒い冬だからこそ観たい映画                             | スノーマン                       |
| 2018年2月11日 | バレンタインに観たい映画                               | (500)日のサマー                  |
| 2018年3月4日  | サウンドトラックも楽しんで欲しい映画                   | マグノリア                       |
| 2018年3月25日 |                                                        | シェイプ・オブ・ウォーター       |
| 2018年4月29日 | GW中に観てほしい映画                                   | ブルース・ブラザーズ             |
| 2018年5月27日 | ちょっと疲れちゃったあなたに、リフレッシュ！できる映画 | ベイビー・ドライバー             |
| 2018年6月17日 | 雨の日、お部屋でゆっくり観たい名作                     | ライフ・イズ・ビューティフル     |
| 2018年7月8日  | 夏に向けて観たい名作                                   | ピエロ・ル・フ                   |
| 2018年7月29日 | 夏気分を盛り上げてくれる作品                           | ブエナ・ビスタ・ソシアル・クラブ |
| 2018年9月2日  | アニマルムービー                                       | ペット                           |

### 過去のコーナー
おとなナビ
高橋万里恵による番組中盤のインフォマーシャルコーナー。スポンサー降板のため同コーナーも終了し、高橋も降板した。